# Грандв'ю-Гайтс (Огайо)
Грандв'ю-Гайтс (англ. Grandview Heights) — місто (англ. city) в США, в окрузі Франклін штату Огайо. Населення — 8085 осіб (2020).

## Географія
Грандв'ю-Гайтс розташований за координатами 39°58′45″ пн. ш. 83°2′24″ зх. д. / 39.97917° пн. ш. 83.04000° зх. д. (39.979299, -83.040111).  За даними Бюро перепису населення США в 2010 році місто мало площу 3,46 км², з яких 3,45 км² — суходіл та 0,01 км² — водойми.

## Демографія
Згідно з переписом 2010 року, у місті мешкало 6536 осіб у 2927 домогосподарствах у складі 1680 родин. Густота населення становила 1889 осіб/км².  Було 3087 помешкань (892/км²).
Расовий склад населення:
| - 94,6 % — білих - 1,4 % — чорних або афроамериканців - 1,2 % — азіатів - 0,2 % — корінних американців |

До двох чи більше рас належало 1,9 %. Частка іспаномовних становила 2,4 % від усіх жителів.
За віковим діапазоном населення розподілялося таким чином: 21,5 % — особи молодші 18 років, 69,0 % — особи у віці 18—64 років, 9,5 % — особи у віці 65 років та старші. Медіана віку мешканця становила 35,7 року. На 100 осіб жіночої статі у місті припадало 94,3 чоловіків;  на 100 жінок у віці від 18 років та старших — 92,0 чоловіків також старших 18 років.
Середній дохід на одне домашнє господарство  становив 119 101 долар США (медіана — 92 921), а середній дохід на одну сім'ю — 143 551 долар (медіана — 106 071). Медіана доходів становила 58 938 доларів для чоловіків та 53 131 долар для жінок. За межею бідності перебувало 3,4 % осіб, у тому числі 3,2 % дітей у віці до 18 років та 5,6 % осіб у віці 65 років та старших.
Цивільне працевлаштоване населення становило 4483 особи. Основні галузі зайнятості: освіта, охорона здоров'я та соціальна допомога — 32,4 %, науковці, спеціалісти, менеджери — 14,5 %, роздрібна торгівля — 10,8 %, фінанси, страхування та нерухомість — 9,9 %.